# Classe Kresta I
Le navi del Progetto 1134 o Classe Zozulja, note in occidente come classe Kresta,  hanno rappresentato una svolta nella Marina Sovietica, con un passaggio dal ruolo antinave a quello antisommergibile. La classe è costituita da due sottoclassi: la Kresta I e Kresta II.
Il progetto 1134 russo Бе́ркут, translitterato Berkut che significa Aquila reale) ha avuto ulteriori sviluppi nel Progetto 1134A o Kresta II e Progetto 1134B o Kara.
La classe è composta da quattro unità, tutte ritirate dal servizio.

## Caratteristiche
Le unità della Classe Kresta I sono sostanzialmente multiruolo tendenzialmente orientate al combattimento navale di superficie, armate di missili Shaddock in due rampe binate e prive di sistema di ricarica. Queste navi vennero classificate RKR (Ракетный крейсер; translitterato: Raketnyj Krejser) ovvero incrociatori lanciamissili.
Il loro progetto, derivato da quello dei Kynda, prevedeva un generale ingrandimento dello scafo e delle strutture, con ancora la classica sistemazione delle sovrastrutture con una certa tendenza alla forma piramidale, con un grande albero/fumaiolo a centro nave con una selva di antenne, la più importante delle quali era, alla sommità, quella di scoperta aerea Big Net.
L'apparato propulsivo era costituito da 2 turboriduttori su altrettanti assi, con potenza di circa 100.000hp che consentivano una velocità massima di 34 nodi.
L'armamento era dato da una batteria di missili SS-N-3 Shaddock, che però, rispetto alle Kynda, risultava di sole 4 armi in 2 lanciatori binati, ai fianchi della plancia. Non esistevano ricariche, per cui il totale disponibile era di appena un quarto rispetto alla più piccola classe precedente. I missili Shaddock, assai grandi e vulnerabili, in tale numero non davano certo elevate probabilità di oltrepassare la difesa delle navi occidentali. In compenso, il numero dei lanciamissili SAN-1 Goa (versione navalizzata dei missili SA-3 Goa), venne raddoppiato con 2 rampe, una a prua e una a poppa. Per il resto poche variazioni, con 2 lanciasiluri quintupli da 533mm, 2 lanciarazzi ASW RBU-6000 2 cannoni binati AK-257 da 57mm e 1 elicottero Kamov Ka-25 per la ricerca dei bersagli per missili antinave. Una delle unità, l'Admiral Drodz, ebbe anche 4 CIWS ADG-630 con 2 radar Bass Tilt abbinati.

## Kresta II
Essendo cambiate le priorità della Marina Sovietica solo quattro furono le unita costruite in questa configurazione. Le successive dieci unità del Progetto 1134A, conosciute in Occidente come Kresta II, sono state concepite come grandi navi antisommergibili, e giustamente sono state classificate dai sovietici BPK (BPK: Bol'šoyj Protivolodonyj Korabl') e dal punto di vista dell'equipaggiamento simili ai Kashin.

## Servizio
Le Kresta I e II hanno fatto parte della flotta sovietica in funzioni di navi antisom e di capo flottiglia, operando con tutte le flotte: nel 1983 era segnalato un Kresta I e 5 II con la flotta dell'Artico, 1 I e 3 II con quella del Pacifico, 2 I e 2 II in quella del Baltico.
Progressivamente, esse sono state soppiantate dalle classi Kara e soprattutto dai cacciatorpediniere classe Udaloy, grazie a 2 elicotteri e al sonar a profondità variabile, strumento essenziale per la caccia antisom.